# Selepa stigmatophora
Selepa stigmatophora är en fjärilsart som beskrevs av George Francis Hampson 1895. Selepa stigmatophora ingår i släktet Selepa och familjen trågspinnare. Inga underarter finns listade i Catalogue of Life.